# Murciélagos Fútbol Club
Il Murciélagos Fútbol Club è una società calcistica messicana, con sede a Los Mochis.

## Storia
La società nacque nel 2008 con il nome Deportivo Guamúchil e venne iscritta nella Tercera División. Al termine della prima stagione acquistò la franchigia dell'Heroés de Caborca, club campione della stagione appena conclusa, ottenendo la promozione in Liga Premier de Ascenso.
In vista della stagione 2011-2012 il club cambiò nome in Murciélagos Fútbol Club e nel torneo di Apertura seguente si qualificò per la prima volta nella Liguilla, uscendo ai quarti di finale per mano del Loros. Nel torneo di Apertura della stagione seguente conquistò il primo titolo della sua storia dopo aver battuto in finale il Coras de Tepic per 3-2 ma non riuscì a centrare la promozione in Ascenso MX per via della sconfitta nello spareggio contro il Ballenas Galeana.
Nel 2014 vinse la Liguilla de Copa del torneo di Apertura battendo in finale gli Ocelot UNACH ed al termine della stagione 2014-2015 acquistò la franchigia dell'Irapuato garantendosi un posto per la successiva stagione di Ascenso MX.
Nel suo primo torneo della seconda lega messicana centrò subito la qualificazione nella Liguilla, uscendo ai quarti di finale per mano dei Mineros de Zacatecas. Nei campionati successivi non riuscì più a raggiungere i playoff ed al termine della stagione 2017-2018 retrocesse in Liga Premier - Serie A.

### Murciélagos "B"
Dal 2008 al 2017 il Murciélagos ebbe una seconda squadra nelle divisioni inferiori messicane denominata Murciélagos "B", che nel 2016 giunse in finale di Liga Premier de Ascenso perdendo 2-0 contro il Tampico Madero.
Nel 2017 la franchigia si trasferì a Mazatlán andando a formare il Pacific FC, società dotata di una propria identità ma comunque filiale del club giallonero.

## Cronistoria del nome
- Deportivo Guamúchil: (2008-2011) Nome del club fondato nel 2008.
- Murciélagos F.C.: (2011-) Nome assunto a partire dalla stagione 2011-2012.

## Organico

### Rosa 2020-2021
| N. |                        | Ruolo | Calciatore      |
| -- | ---------------------- | ----- | --------------- |
| 1  | Messico (bandiera)     | P     | Erik Fraire     |
| 2  | Messico (bandiera)     | D     | Rogelio Soto    |
| 4  | Messico (bandiera)     | C     | José Peraza     |
| 5  | Messico (bandiera)     | D     | Johan Mendívil  |
| 6  | Messico (bandiera)     | D     | Gustavo Corona  |
| 8  | Stati Uniti (bandiera) | C     | Diego Mendoza   |
| 11 | Messico (bandiera)     | C     | Luis Castillo   |
| 16 | Messico (bandiera)     | D     | Fabián Figueroa |
| 17 | Messico (bandiera)     | C     | Samuel Barreras |
| 18 | Messico (bandiera)     | D     | Brayan Rubio    |

| N. |                    | Ruolo | Calciatore        |
| -- | ------------------ | ----- | ----------------- |
| 19 | Messico (bandiera) | C     | Marco Veliz       |
| 21 | Messico (bandiera) | D     | Juan Mendoza      |
| 22 | Messico (bandiera) | D     | Mario Quezada     |
| 23 | Messico (bandiera) | C     | José Contreras    |
| 24 | Messico (bandiera) | C     | Abdiel Peraza     |
| 30 | Messico (bandiera) | P     | Pedro Olguín      |
| 33 | Messico (bandiera) | A     | Christian Montero |
| 40 | Messico (bandiera) | C     | Jorge Rubio       |
| 43 | Messico (bandiera) | C     | Jonathan Mendoza  |
| 44 | Messico (bandiera) | D     | Osvan Castillo    |

## Palmarès

### Competizioni nazionali
- Campionato messicano di terza divisione: 1

2012 (Apertura)
- Coppa del Messico della Liga Premier: 1

2014 (Apertura)

### Altri risultati
- Campionato messicano di terza divisione

Finalista: 2016 (Clausura)
- Spareggio promozione per la seconda divisione:

Finalista: 2012-2013